# Ertragsmanagement
Unter Ertragsmanagement (englisch yield management; [ˈjiːld mænɪdʒmənt]) versteht man in der Betriebswirtschaftslehre die integrierte Steuerung der Preise und Kapazitäten eines Unternehmens.

## Allgemeines
Das Ertragsmanagement hat seinen Ursprung in der Deregulierung der Frachtraten auf dem US-amerikanischen Luftverkehrsmarkt im Jahre 1978, die erstmals durch American Airlines genutzt wurde. Durch den Erfolg des Konzeptes in diesem Wirtschaftszweig erfolgte eine Anwendung des Ertragsmanagements auch bei Transport-, Verkehrs- und Dienstleistungsunternehmen. Im Tourismus ist das Ertragsmanagement „die Steuerung saisonal stark schwankender Nachfrage nach weitgehend fixen Angeboten von Dienstleistungen durch […] Preise und Konditionen mit dem Ziel einer ertragsoptimalen Auslastung der angebotenen Kapazitäten“.

## Aufgaben
Voraussetzungen für das Ertragsmanagement sind relativ unveränderbare, kurzfristig starre Kapazitäten (Hotelbetten, Sitzplätze in Eisenbahnen, Flugzeugen, Omnibussen, Schiffen oder Straßenbahnen), fehlende Lagerfähigkeit der Dienstleistungen oder starke Schwankungen der Nachfrage. Daraus ergibt sich eine schwankende Kapazitätsauslastung, die im Falle der Unterbeschäftigung zu Leerkosten führt. Mit Hilfe der Preispolitik versucht das Ertragsmanagement, diese Kapazitätsschwankungen ertragsoptimal zu nivellieren.

### Preisdifferenzierung
Um diese Unterbeschäftigung zu beseitigen oder zumindest zu verringern, ist das zentrale Instrument des Ertragsmanagements die Preisdifferenzierung. Formen sind insbesondere
| Art der Preisdifferenzierung     | Beispiele |
| -------------------------------- | --- |
| Persönliche Preisdifferenzierung | Preisermäßigung für Jugendliche (Jugendkonto), Familien (Gruppenreise), Senioren (Seniorenticket) |
| örtliche Preisdifferenzierung    | unterschiedliche Preise im Inland, inländischen Regionen und Ausland |
| zeitliche Preisdifferenzierung   | Zeitpunkt: Frühbucherrabatte, Happy Hour, last-minute-Reisen, Mondscheintarife, Nachtstrom; Wochentag: Schönes-Wochenende-Ticket, Energiekosten, Eintrittspreise; Saisonzeitpunkt: Vor-, Haupt- und Nebensaison insbesondere im Tourismus |

### Kapazitätspolitik
Besonders Dienstleistungsunternehmen mit kurzfristig unflexiblen Kapazitäten achten stark auf schwankende Nachfrage. Dazu gehören insbesondere Unternehmen der Reisebranche. Typische Kapazitätsprobleme sind hier mit No-shows, Stornierungen und Umbuchungen verbunden. Bei No-shows handelt es sich um das Nichterscheinen Reisender trotz getätigter Buchung und ohne Ankündigung gegenüber dem Reiseveranstalter, der Fluggesellschaft oder dem Hotel. Die Buchung wurde zwar bezahlt, hat jedoch möglicherweise dazu geführt, dass bei ausgebuchtem Angebot weitere Nachfrager abgewiesen werden müssten. Das gilt auch bei Stornierungen und Umbuchungen. Aus diesen Gründen haben insbesondere Fluggesellschaften die Überbuchung eingeführt. Die Überbuchung zielt auf eine vollständige Auslastung der Kapazitäten ab. Denn die Hauptaufgabe des Ertragsmanagements besteht darin, dass die Angebote auch tatsächlich in Anspruch genommen werden. Bei einem Verzicht auf Überbuchung entstünde dagegen eine Unterbeschäftigung durch leerbleibende Sitze oder Hotelbetten (Leerkosten), denn kurzfristige Stornierungen, Umbuchungen und No-shows führen dazu, dass einstmals verkaufte Dienstleistungen plötzlich wieder verfügbar sind, aber durch fehlende oder zu geringe Überbuchung nicht belegt werden (englisch spoilage). Lässt man in dieser Situation Überbuchungen zu, kann eine Vollauslastung erreicht werden. 
Erscheinen dann jedoch gleichzeitig die unerwarteten Kunden, kommt es zur Überbuchung mit der Folge der Abweisung von Kunden (englisch spill), was Fehlmengenkosten zur Folge hat (Upgrade, Übernahme Hotelkosten, Ausgleichszahlungen an die nicht beförderten Passagiere gemäß Art. 4 und Art. 7 Verordnung (EG) Nr. 261/2004 vom 11. Februar 2004 über eine gemeinsame Regelung für Ausgleichs und Unterstützungsleistungen für Fluggäste im Fall der Nichtbeförderung und bei Annullierung oder großer Verspätung von Flügen). Der Überbuchungsgrad ist dabei der Punkt, an welchem die Summe aus Leerkosten und Fehlmengenkosten ein Minimum erreicht.

## Andere Branchen
Die Eigenheiten der Reisebranche können im Hinblick auf die hieraus abzuleitenden allgemeinen Erkenntnisse auch in anderen Wirtschaftszweigen angewandt werden. Das trifft insbesondere auf Saisonbetriebe zu, deren Preispolitik sich stark an der Hoch- und Nebensaison orientieren muss. Dabei kann das Ertragsmanagement unter anderem auf die Arten der Preisdifferenzierung zurückgreifen:
- Bei der zeitlichen Preisdifferenzierung werden für dasselbe Produkt oder dieselbe Dienstleistung in Abhängigkeit vom Zeitpunkt der Inanspruchnahme unterschiedliche Preise verlangt.
- Örtliche Preisdifferenzierung: Unternehmen insbesondere mit Filialen bieten dasselbe Produkt oder dieselbe Dienstleistung zum selben Zeitpunkt an verschiedenen Orten zu unterschiedlichen Preisen an. Dies kann auch beim Export gelten, wenn im Ausland andere Preise verlangt werden als im Inland.
- Persönliche Preisdifferenzierung: Für dasselbe Produkt oder dieselbe Dienstleistung werden unterschiedliche Preise für bestimmte Zielgruppen festgelegt.

Die Preisdifferenzierung dient somit unter anderem der Steuerung der Kapazitätsauslastung durch Generierung von zusätzlicher Nachfrage wegen niedrigerer Preise.

## Wirtschaftliche Aspekte
Yield-Management schafft eine gleichmäßige Auslastung auch bei stark schwankender Nachfrage und maximiert den Gesamtertrag einer Leistungseinheit, auch wenn die Durchschnittspreise geringer als geplant ausfallen können. Außerhalb des Luftfahrtsektors wird Yield-Management vor allem bei Hotels, bei  Transportunternehmen und von Autovermietungen eingesetzt.
Ein Begriff, der häufig mit Yield-Management gleichgesetzt wird, ist Revenue Management. Allerdings ist diese Gleichsetzung nicht korrekt. Das so genannte Yielding beschäftigt sich ausschließlich mit der Qualitätssteigerung von Buchungen durch angemessene Preisstrategien. Das Revenue Management umfasst darüber hinaus weitere Schlüsselparameter. Weiterhin geht es im Revenue Management nicht nur um eine Yield-Steigerung, sondern nachfragebedingt umfasst es auch die gezielte Verbesserung des Buchungsvolumens. Somit ist Yield Management ein Teil des Revenue Managements, welches ebenfalls andere Schlüsselparameter umfasst.
Viele Hotels nutzen den Begriff Yield in einer anderen Form. Er wird häufig mit der Durchschnittsrate verwechselt oder gleichgesetzt. Die betriebswirtschaftliche Kennzahl des Yield Managements ist der Revenue per available room ({\displaystyle RevpaR}):
{\displaystyle RevpaR={\frac {\text{R}}{\text{aR}}}}.
Dabei werden die Umsatzerlöse {\displaystyle R} den verfügbaren Hotelzimmern {\displaystyle aR} gegenübergestellt. Die verfügbaren Zimmer sind die Gesamtzimmer abzüglich der nicht verfügbaren Hotelzimmer. 
In der kommerziellen Luftfahrt ist yield {\displaystyle Y} klar definiert: 
{\displaystyle Y={\frac {\text{R}}{\text{RPK}}}},
wobei {\displaystyle RPK} die geflogenen Kilometer (englisch Revenue Passenger Kilometer) sind. Yield ist der durchschnittlich pro Leistungseinheit (Sitzplatz) erzielte Erlös, der sich auf verkaufte Passagier- (PKT; englisch Passenger Kilometer Transported) oder Tonnenkilometer (TKT, englisch Tonne Kilometers Transported;  Luftfracht) bezieht.
Ob diese Gleichsetzung gerechtfertigt ist, ist in der Literatur umstritten. Die beschriebenen Methoden sind jedenfalls sehr ähnlich, obwohl häufig das Instrumentarium des Revenue-Managements umfangreicher beschrieben wird als es beim Yield-Management der Fall ist.